# Galiléa
Galiléa Studio était un studio de développement de jeux vidéo, fondé en 1996 et ayant mis un terme à toutes ses activités en 2005. Le studio s'était particulièrement illustré dans le domaine du jeu d'aventure.

## Histoire
La société a été mise en liquidation judiciaire le 23 juillet 2004 et radiée le 13 juillet 2010,.

## Jeux développés
| Jeu                              | Sortie                              | Catégorie de jeu          |
| -------------------------------- | ----------------------------------- | ------------------------- |
| La Boîte à rire                  | décembre 1997 mai 1998 octobre 1998 | Jeu pour enfants          |
| Les Grons                        | septembre 1998                      | Jeu pour enfants          |
| Tom et Lisa                      | septembre 2000                      | Jeu pour enfants          |
| Genesys                          | octobre 2000                        | Jeu d'aventure historique |
| Loch Ness                        | 7 novembre 2001 24 janvier 2002     | Jeu d'aventure            |
| Amenophis : La Résurrection      | octobre 2002                        | Jeu d'aventure            |
| Pax Romana                       | 2004                                | Jeu de stratégie          |
| Jack l'éventreur : New-York 1901 | 2004                                | Jeu d'aventure            |
| Vanguard Project !               | Projet abandonné                    | Jeu d'action-aventure     |